# Wallia
 (octobre 2024).
Wallia (mort en 418 à Toulouse) est roi des Wisigoths de 415 à 418. Il est le fils de Modaharius, un noble Wisigoth de haut lignage peut-être lié à la famille sacrée des Balthes, voire le frère d'Athaulf et le beau-frère et premier cousin ou cousin-neveu d'Alaric Ier comme frère de Pédauque.

## Biographie
En septembre 415, après l'assassinat du roi Sigéric, instigateur du meurtre du roi Athaulf deux semaines plus tôt, Wallia est porté au pouvoir. 
Il épouse une femme noble, sans doute de la famille des Balthes, dont le nom est inconnu ; ils ont au moins une fille qui épouse un Suève; il est le grand-père de Ricimer. Une autre de ses filles, Flavia Valiana, épouse Théodoric Ier.
Le patrice Constance lui promet une récompense en échange de l'aide des Wisigoths contre les barbares envahissant l'Espagne (Vandales, Suèves et Alains). Il renvoie Galla Placidia en Italie en échange de 600 000 boisseaux de blé fournis par l'Empire romain aux Wisigoths. Ils sont aussi contraints d'abandonner l'usurpateur Attale et de se mettre, comme fédérés, au service de Honorius. Ce dernier ne souhaite pas, dans un premier temps, voir les Barbares regagner une Aquitaine meurtrie qui avait subi les exactions des wisigoths dans leur retraite de 415, suite au blocus qui coupait les approvisionnements de blé venu d'Afrique. C'est ainsi que Honorius ordonne aux Wisigoths de nettoyer l'Espagne des peuples barbares qui l'encombrent et de s'attaquer aux Vandales Sillings en Bétique, aux Alains en Lusitanie et dans la région de Carthagène, aux Vandales Ardingset aux Suèves en Galice.
Wallia entreprend avec un grand courage cette tâche mais il échoue, du moins en partie, à remplir toutes les clauses du contrat ; en effet, seuls les Suèves au nord-ouest de l'Espagne ne sont pas délogés et les Vandales à l'extrême sud de la péninsule résistent avec l'aide complice de frères barbares établis en Afrique du Nord. 
Malgré des résistances farouches, Honorius est satisfait du résultat produit par les Wisigoths: il octroie par un pacte en 418 le régime de l'hospitalité (foedus) à environ 100.000 Wisigoths dans le sud-ouest de la Gaule. Par ce traité, Wiliia et les siens ont le droit de s'installer en Aquitaine II, et dans les villes de Poitiers, Saintes, Angoulême, Périgueux, Bordeaux, Agen et Toulouse en Narbonnaise I. Mais cela ne s'arrête pas tout à fait ici puisque le patrice Constance, servant d'intermédiaire pour Honorius, fait agrandir le territoire Wisigoth à la Novempopulanie c'est-à-dire  aux cités d'Euze, Dax, Lectoure, du pays de Comminges, du Couserans, du pays de Lescar, d'Aire-sur-l'Adour, de Bazas, de Tarbes, d'Oloron et d'Auch. 
Wallia retraverse les Pyrénées en 418, à la suite d'une demande du patrice Constance pour protéger « l'Aquitaine et certaines cités des provinces voisines » des raids saxons. En fait, l'assemblée des Sept Provinces des Gaules Méridionales s'est réunie et a demandé l'aide des Goths. Wallia a accepté leur demande mais a réclamé des otages choisis au sein des grandes familles sénatoriales pour s'assurer la loyauté des Gallo-Romains.
Avant de s'installer à Toulouse en 418, Willia s'était établi à Bordeaux mais l'emplacement de la ville trop océanique, n'avait pas inspiré les Wisigoths, préférant Toulouse, plus proche du Bassin méditerranéen. Wallia meurt peu de temps après son arrivée. Son gendre Théodoric Ier lui succède.